# Veronika Stirner Brantsch
Veronika Stirner Brantsch (* 23. Mai 1959 in Meran als Veronika Stirner) ist eine Südtiroler Politikerin und Landtagsabgeordnete der SVP.

## Biographie
Stirner Brantsch absolvierte das Beda-Weber-Gymnasium und studierte anschließend Moderne Sprachen und Literatur. Nach Studienaufenthalten in England, Frankreich und den USA erlangte sie die laurea. In der Folge unterrichtete sie Englisch an mehreren Oberschulen. Von 2000 bis 2003 war sie Meraner Stadträtin für Soziales, deutsche Schule und Frauenfragen. Im Jahr 2003 konnte sie auf der Liste der Südtiroler Volkspartei ein Mandat für den Landtag, dem sie bis 2006 als Präsidentin vorstand, und damit gleichzeitig den Regionalrat Trentino-Südtirol erringen. Bei den Landtagswahlen 2008 wurde Stirner Brantsch mit 11.006 Vorzugsstimmen erneut gewählt. Gleiches gelang ihr bei den Landtagswahlen 2013 mit 7.043 Vorzugsstimmen. Bei den Landtagswahlen 2018 trat sie nicht mehr an und schied in der Folge aus der aktiven Politik aus.
Stirner Brantsch hat die Kinder-Krebshilfe Peter Pan mitbegründet, zunächst geführt und als langjähriges Vorstandsmitglied begleitet.
Am 29. Juni 2019 gab Stirner in einem offenen Brief an den SVP-Parteiobmann bekannt, dass sie aus der Partei austrete.